# Петар Шкундрић
Петар Шкундрић (Грачац, 21. фебруар 1947) српски је политичар. Био је министар рударства и енергетике у Влади Републике Србије чији је председник др Мирко Цветковић.

## Биографија
Рођен је 21. фебруара 1947. године у Грачацу.
Дипломирао је, магистрирао и докторирао на Технолошко-металуршком факултету Универзитета у Београду. Био је редовни професор тог факултета и почасни професор санктпетербуршког Технолошког универзитета, најстаријег технолошког института и универзитета у Русији.
Објавио је више од 200 научних и стручних радова, студија, елабората и пројеката. Члан је више струковних удружења и редакција стручно-научних часописа.
Био је један је од оснивача и први генерални секретар СПС-а и савезни посланик у Скупштини државне заједнице СЦГ. Сада је члан главног одбора СПС-а.
Од 30. септембра 2010. је председник СД Црвена звезда.
Ожењен је, отац два сина.